# Lynn Silliman
Pour les articles homonymes, voir Silliman.
Lynn Silliman est une rameuse américaine née le 24 avril 1959 à Watsonville.

## Biographie
Elle dispute les épreuves d'aviron aux Jeux olympiques d'été de 1976 à Montréal où elle remporte une médaille de bronze en huit.

## Palmarès

### Jeux olympiques
- Jeux olympiques d'été de 1976 à Montréal
  -  Médaille de bronze en huit

### Championnats du monde
- Championnats du monde d'aviron 1975 à Nottingham
  -  Médaille d'argent en huit